# Brouwerij Nacional Balashi

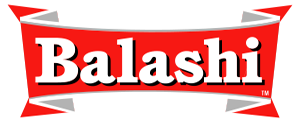
Logo

Die Brouwerij Nacional Balashi N.V. (BNB) mit Sitz in Oranjestad ist die Bierbrauerei der Insel Aruba. Der Name Balashi bedeutet auf Papiamento „Am Meer“. Auch der Standort der Brauerei heißt Balashi.

## Die Brauerei
Das Brauereigebäude wurde von der MetaCorp. Construction errichtet, die Braueinrichtungen lieferte das Hamburger Unternehmen Brewtech GmbH. Ab Mai 1999 nahm man die Produktion des vom deutschen Braumeister Klaus Eckert entwickelten Balashi-Lagerbiers auf. Balashi Bier ist das erste Bier aus einheimischer Produktion auf Aruba und wird auch nach Curaçao und Bonaire exportiert.
Die Biere werden mit deutschem Malz und deutschem Hopfen aus dem Hallertau gebraut. Die Jahresproduktion liegt bei einem Maximum von 55.000 Hektolitern pro Jahr. Die Brauerei besteht aus 3 Abfülllinien, die von Krones in Neutraubling gebaut und in Betrieb genommen wurden. Das Balashi-Bier konnte 2001/2004 GOLD-Medaillen in Brüssel bei der Selecion du monde gewinnen.
2002 begann die Brouwerij Nacional Balashi mit der Produktion und Abfüllung von Coca-Cola und anderen alkoholfreien Getränken mit einer Kapazität von 120.000 hl/Jahr.

## Produktionskapazität
Dosenlinie 38.000 Dosen/h, Glaslinie 15.000 Flaschen/h, Modulfill PET Linie 18.000 Flaschen/h, Sudkapazität pro Sud 75 hl, 13 Gärtanks je 225 hl.

## Biersorten
- Balashi Lager Beer
- Balashi Premium
- Chill Beer ...4.8% Vol.
- Hopi Bon
- Limited Brew
- Malta (Malztrunk)